# Ngoni

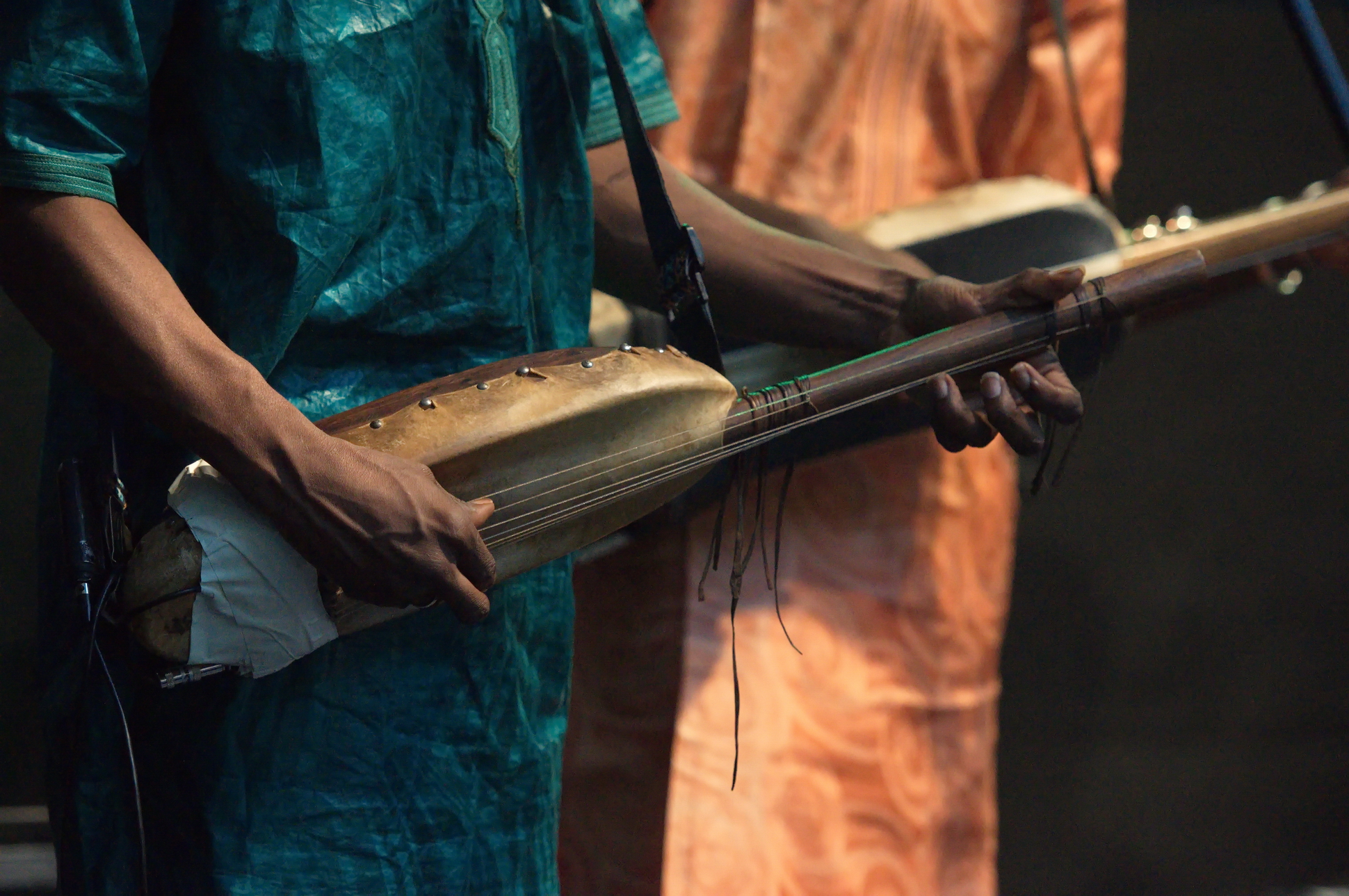
Bootsförmige Spießlaute ngoni. Bassekou Kouyate 2014 in Wuppertal

Ngoni, auch nkoni (vom Mandinka-Wortstamm kon, „an eine Tür klopfen“),  ist eine ein- bis siebensaitige, meist viersaitige, gezupfte Binnenspießlaute der Mandinka in Westafrika. In der Mandingsprache werden die in Westafrika weit verbreiteten Saiteninstrumente mit einem bootsförmigen Korpus und einer aufgespannten Hautdecke neben ihren regionalen Namen insgesamt als ngoni bezeichnet. Dazu gehören auch entwicklungsgeschichtliche Veränderungen, die durch einen hochkant gestellten Steg mit Kerben oder Löchern vom Typ der Lauteninstrumente weg und hin zu den Stegharfen führen.

## Herkunft und Verbreitung
Lauteninstrumente in der Sahara und Sahelzone von West- und Zentralafrika besitzen entweder einen bootsförmigen oder leicht taillierten Resonanzkörper, der aus einem ausgehöhlten massivem Holzstück besteht, oder einen kreisrunden Korpus aus einer Kalebasse. In beiden Fällen wird der aus einem Rundstab bestehende Hals längs knapp unter der Hautdecke hindurchgeführt, ohne am unteren Ende wieder auszutreten. Sie gehören deshalb zu den Binnenspießlauten oder – wegen der oben offenen Form des Resonanzkörpers – zu den Schalenspießlauten.
Ähnliche Saiteninstrumente mit einem langen stockartigen Hals sind auf Wandgemälden in Grabkammern der altägyptischen 18. Dynastie zu sehen. Auf die Verbindung zwischen altägyptischen und maghrebinischen Lauteninstrumenten vom Typ der gunbrī (gunībrī) wies Henry George Farmer 1924 erstmals hin. Von Ägypten haben sich die Spießlauten den Nil aufwärts bis in das Königreich von Kusch (7. Jahrhundert v. Chr. bis 4. Jahrhundert n. Chr.) verbreitet. Mit der Wanderung von Sanhadschas (ein Berberstamm) nach Westen dürften sie in den Maghreb und bis in die westliche Sudanzone gekommen sein. In dieser Region bilden sie eine Instrumentengruppe, die nicht mit den Saiteninstrumenten der im Zuge der Islamisierung durch die Araber eingeführten arabischen Musik verwandt ist, wie Farmer ebenfalls annahm. Sie sind dennoch etwa in den Gebieten verbreitet, die von den Arabern ab dem 11. Jahrhundert islamisiert wurden, weil sie sich in der unterhaltenden und rituellen Volksmusik ihren Platz behauptet haben. Eine andere Bauform und einen anderen Ursprung besitzen die vorwiegend in Ostafrika bekannten Röhrenspießgeigen wie die ugandische endingidi.
Die hautbespannten Saiteninstrumente mit einem schalenförmigen Korpus sind in der maurisch-westsaharanischen und der westsudanesischen Musik gleichermaßen vertreten. Neben den stets gezupften Binnenspießlauten gehören hierzu auch zahlreiche ein- oder zweisaitige, mit einem runden Bogen gestrichene Spießlauten, von denen zwischen Niger und Nordghana einige goge, goje oder ähnlich heißen und der bei den Tuareg gespielten imzad ähneln. Charakteristisch für alle Instrumente sind die fehlenden Wirbel. Die Saiten werden stattdessen mit Lederriemen am Hals befestigt, die zum Stimmen verschoben werden können. Mit der ngoni vergleichbare Binnenspießlauten der nordafrikanischen Berber sind die kastenförmige dreisaitige gimbri (auch sintir), die von Gnawas in Marokko und eine runde gimbri, die von den Stambali-Musikern in Tunesien gespielt wird,  die loutar der Imazighen (Berber in Marokko), die mauretanische tidinit, die dreisaitige tahardent der Tuareg und die zwei- bis dreisaitige keleli der Tubu im Norden des Tschad. Die kastenförmige einsaitige Fiedel ribab der marokkanischen Schlöh-Berber gehört hingegen zu den Spießlauten.
Die Lauteninstrumente südlich der Sahara haben zwischen einer und sieben, am häufigsten vier Saiten. Neben der drei- oder viersaitigen ngoni in Mali gibt es die fünfsaitige xalam der Wolof in Senegal. Dort kennen Fulfulde- und Soninke-Sprecher  die viersaitige gambare. Diese dürfte mit der marokkanischen gimbri (auch gunbri, guinbri und guimbri) namensverwandt sein. Die Fulbe nennen ihr dreisaitiges Instrument gaaci, hoddu oder nkoni, die Mandinka ihr fünfsaitiges konting (oder kontingo). Der Name molo ist bei den Fulbe und im Osten bis zu den Hausa in Nigeria bekannt. Im Norden des Niger, dem südöstlichen Verbreitungsgebiet der Tuareg (Tuareg-Gruppe Iwellemmedan), heißt deren Laute tahardent ebenfalls molo, die dortigen Hausa nennen ihre Laute auch garaya. Wo die ngoni gespielt wird, gibt es die einfachere einsaitige molaaru. Die Binnenspießlaute beim Volk der Kutin in Nordostnigeria heißt mulore.

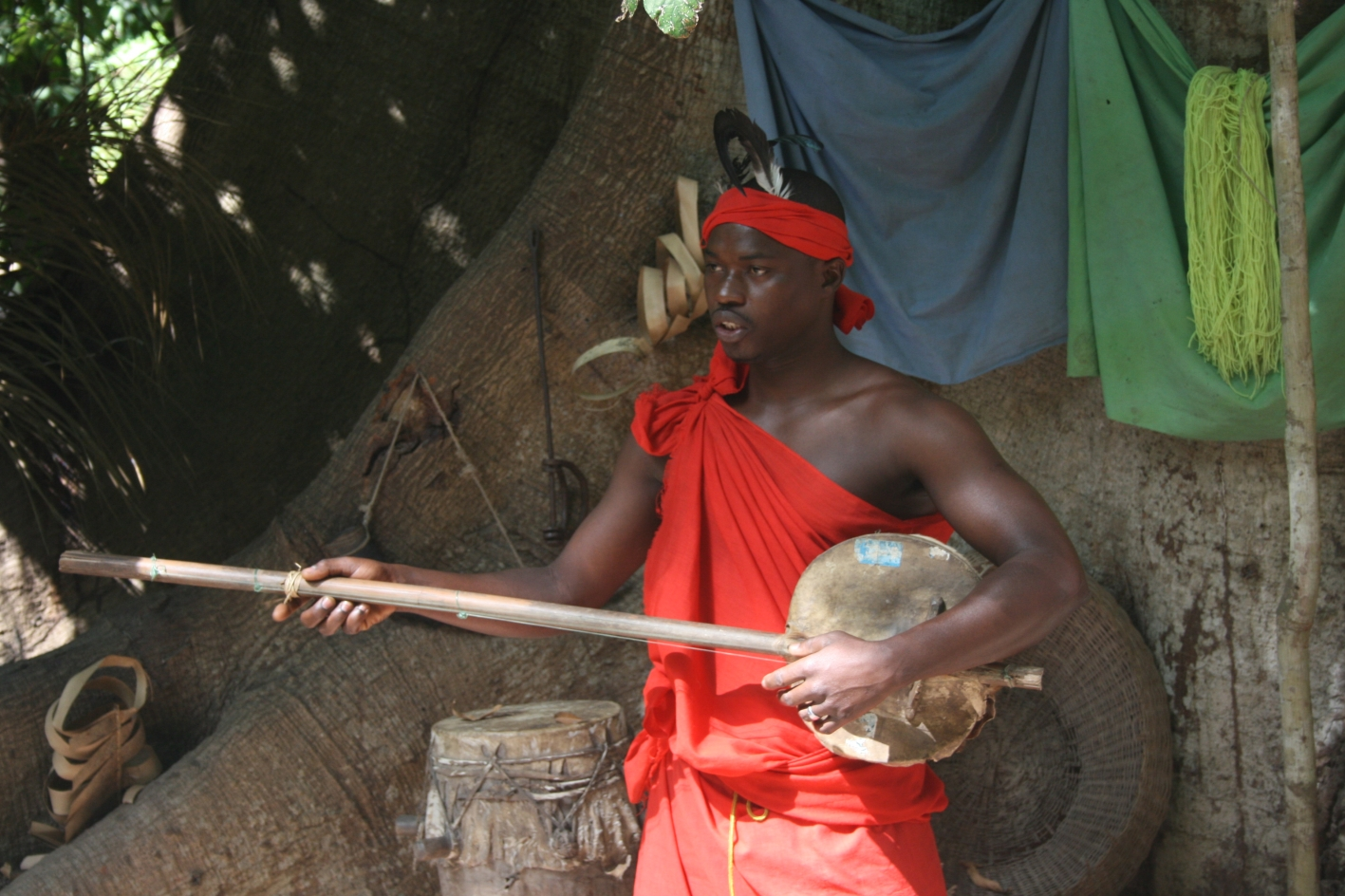
Akonting, runde Spießlaute mit Kalebassenkorpus und durchgehendem Stab

Das wichtigste Instrument beim Bori-Besessenheitskult der Hausa ist seit Jahrhunderten die einsaitige Spießgeige goge. Seit Anfang des 20. Jahrhunderts werden hierfür auch die Zupflauten molo (drei Saiten), garaya (zwei Saiten) und kwamsa (zwei Saiten) eingesetzt.
Bestimmte afrikanische Zupflauten dürften Vorbild für die Vorläufer des heutigen amerikanischen Banjos gewesen sein. Mit dem Atlantischen Sklavenhandel wurden Westafrikaner als Arbeitskräfte zu den Plantagen in der Neuen Welt verschleppt, wo sie ab dem 17. Jahrhundert Zupflauten mit kreisrunden Kalebassenresonatoren fertigten. Sie hießen banza, bania, bangil oder ähnlich. Erstmals 1678 wurde dort ein Instrument namens banza im Zusammenhang mit den Tänzen der Schwarzen beschrieben. Der Arzt Thomas Winterbottom, der 1792 bis 1796 in Sierra Leone arbeitete, benutzte zur Beschreibung der dreisaitigen molo seiner Wahlheimat das vergleichende Wort banja, mit dem er das Banjo der Karibik meinte. Bis zum 19. Jahrhundert dienten derartige Spießlauten, bei denen der Halsstab unten herausragt, zur Begleitung schwarzafrikanischer Lieder und Tänze in der Karibik. Ein westafrikanisches Vorbild findet sich noch heute in der dreisaitigen akonting mit Kalebassenkorpus. Dieses von den Diola in der Region Casamance in Senegal gespielte Instrument besitzt einen sehr langen, durchgehenden Hals. Bootsförmige hölzerne Binnenspießlauten wie die ngoni lassen sich dagegen bei den afroamerikanischen Sklaven nur als seltene Ausnahme nachweisen.

## Laute

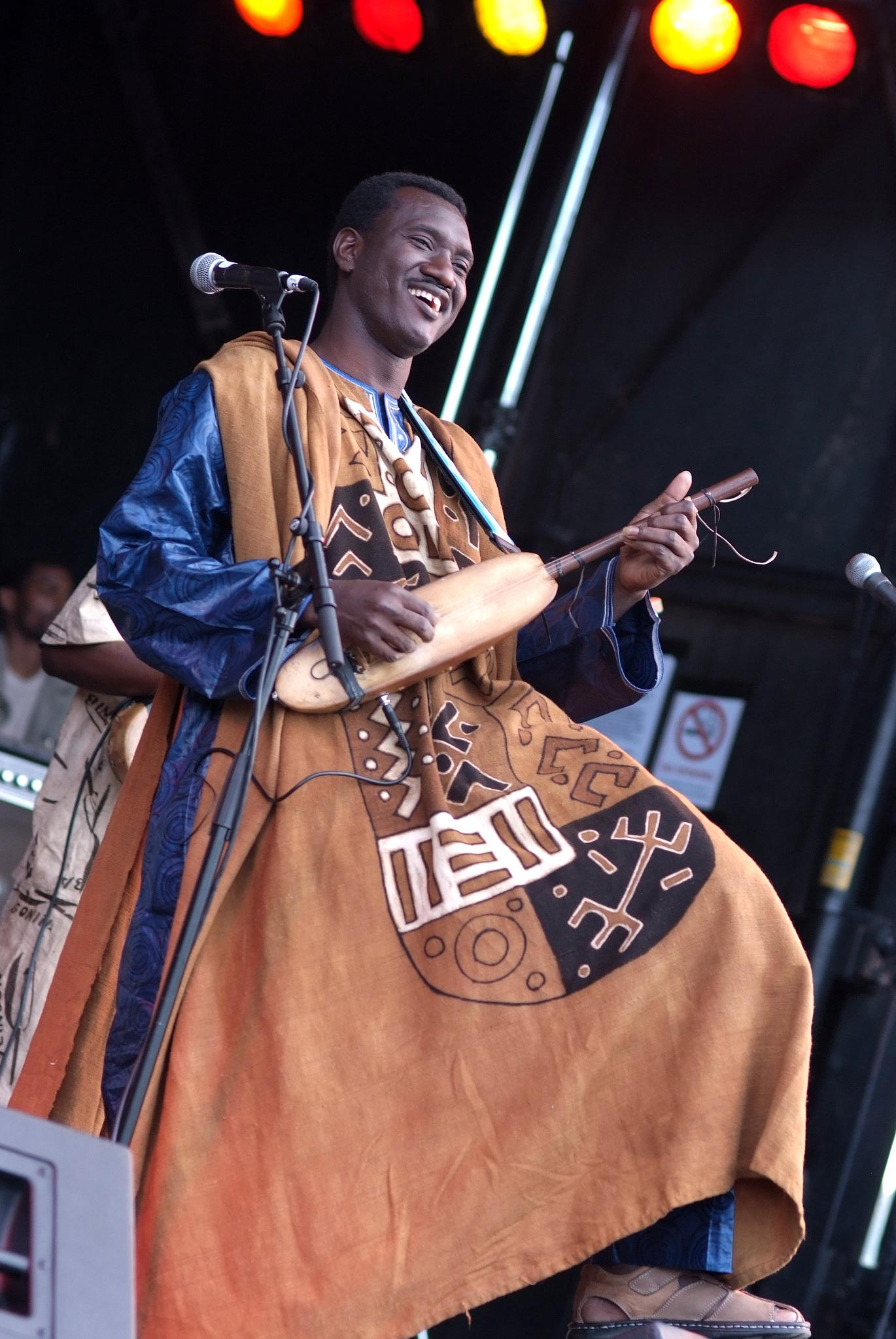
Schmale Binnenspießlaute mit Holzkorpus. Bassekou Kouyaté spielt ngoni

Der Resonanzkörper der ngoni ist bootsförmig schmal, aus einem Holzklotz dünnwandig ausgehöhlt und mit Kuhhaut überzogen, die seitlich festgenagelt ist. Die am weitesten verbreitete ngoni (auch koni) besitzt vier oder sieben Saiten und ist etwa 60 Zentimeter lang. Eine größere, tiefere Form heißt ngoni ba, eine kleinere und höher klingende ngoni micin. Beim viersaitigen Instrument gibt es zwei kürzere äußere Saiten, die auf die Grundtöne der zu spielenden Melodie gestimmt und leer gezupft werden. Die beiden längeren Saiten in der Mitte werden mit den Fingern der linken Hand am Steg verkürzt. Weitere, unten angefügte Saiten sind ebenfalls kurz und vergrößern den Tonumfang. Die Stimmung ist wie bei den Harfen meist pentatonisch. Rhythmische Akzente werden mit den Fingern auf den Korpus geklopft. Die ngoni ist das vermutlich älteste Begleitinstrument der professionellen Preissänger und Geschichtenerzähler, die in Mali Jelis (allgemein Griots) genannt werden. Der Tonumfang beträgt von einer Oktave bis zu einer Oktave plus Quinte. Die Saiten bestanden früher aus Pferdeschwanzhaaren, heute werden praktisch nur noch verschieden dicke Nylonschnüre (Angelleinen) verwendet.
Die ngoni der Bamana ist etwas größer als die koni der Mandinke und Xasonka (alle Mande-sprechende Volksgruppen). Mit dem tiefer klingenden Instrument begleitet sich der Geschichtenerzähler selbst, während Jelis die koni meist paarweise mit anderen traditionellen und elektrisch verstärkten Instrumenten spielen. Gelegentlich wird am Zeigefinger mit einem Lederband ein Tierhornplättchen aufgesteckt, um den Ton zu verstärken. Der Zeigefinger bedient die beiden langen Saiten, der Mittelfinger die kurzen unteren Saiten in Aufwärtsbewegung und der Daumen zupft die obere kurze Saite. Die Melodien werden stark verziert und durch Klopfen auf den Korpus ergänzt.
Als einer der besten ngoni-Spieler gilt Tidiane Koné, der 1969 die Rail Band begründete. Durch sein Zusammenspiel mit dem US-amerikanischen Bluesmusiker Taj Mahal wurde Bassekou Kouyaté aus der Region Ségou international bekannt. Zu seinen Mitmusikern gehören der kora-Spieler Toumani Diabaté und Kélétigui Diabaté am balaphon. Weitere ngoni-Spieler sind Mama Sissoko, Sayan Sissoko, Fuseini Kouyate und Moriba Koïta.

## Entwicklung von der Laute zur Stegharfe

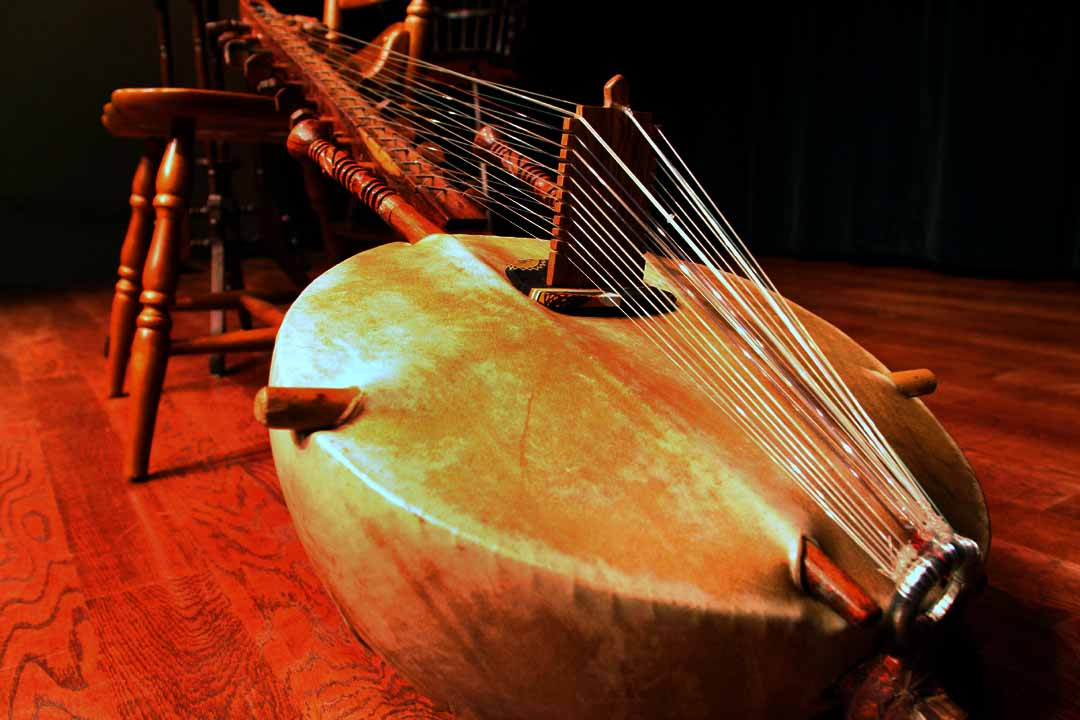
Stegharfe Kora

Bei den Lauten verlaufen die Saiten über einen Steg parallel zur Korpusdecke oder im einfachsten Fall parallel zu einem Stab (Stiellaute). Bei den Harfen liegt die Saitenebene senkrecht zur Decke und zum Hals. Prinzipiell dürfte die Entwicklung zu den westafrikanischen Harfen, deren bekannteste die kora ist, von den Spießlauten ausgegangen sein. Um die Zahl der Saiten zu vergrößern, werden sie nicht mehr waagrecht über den flachen Steg, sondern über einen senkrecht aufgestellten Steg geführt, der am Rand mit Kerben oder in der Mitte mit einer Lochreihe versehen ist. Der Steg hebt die Saiten von der Decke ab und teilt sie gleichmäßig in zwei vertikale Ebenen links und rechts vom Steg auf.
Die entwicklungsgeschichtlich vermutlich älteste Form der Stegharfen ist die drei- oder viersaitige bolon (hier Näheres zur Herkunft dieses Instrumententyps), die in vorkolonialer Zeit zu den „Kriegerharfen“ gehörte. Andere einfache Stegharfen besitzen etwa sechs Saiten. Hierzu zählen die sechs- bis zehnsaitige simbingo und die sechssaitige donso ngoni, die beide von den Jägern der Mandinka gespielt werden. Diese „Jägerharfen“ haben einen aufgestellten Steg mit drei Kerben an jeder Seite, die Saiten verlaufen also senkrecht zur Decke in zwei parallelen Ebenen. Sie gelten als direkte Vorläufer der kora mit einem Lochsteg und 21 zweireihig (biplan) angeordneten Saiten, die auch bei diesem aufwendigen Instrument traditionell durch Lederriemen am langen Hals fixiert werden. Der Halsstab ist bei den Harfen ganz durch den Korpus gesteckt und ragt an der Unterseite etwas heraus. Die Saiten werden bei einem Kerbsteg direkt hinter dem Steg zu einem Knoten verschlungen oder finden bei einem Lochsteg an einem Eisenring zusammen, der am unten herausragenden Stab befestigt ist.
Die Entwicklung von der Stiellaute zur Stegharfe (andere Bezeichnung: Harfenlaute) ist auf den ersten Blick schwieriger nachzuvollziehen bei einer Form von Stegharfen, die einen langen gekrümmten Hals haben, wie etwa der bolon oder der sechssaitigen kon bei den Dan im Westen der Elfenbeinküste. Sie ähneln äußerlich den ostafrikanischen Bogenharfen ohne Steg, zu denen in Uganda die ennanga und die adungu gehören, und die im Westen bis Kamerun verbreitet sind. Bogenharfen haben äußerst selten mehr als neun Saiten, während die größte Stegharfe auf dem Bissagos-Archipel vorkommt und 24 Saiten besitzt. Von den genannten Stegharfen unterscheidet sich die in Ghana vorkommende seperewa durch ihren aus einem Holzkasten gefertigten Resonanzkörper.
Während die Binnenspießlauten im schwarzafrikanischen Westafrika und die Spießlauten eher bei den Berbern in und nördlich der Sahara vorkommen, blieben die Stegharfen auf die westliche Sudanregion beschränkt. In der mauretanischen Sahara besetzt mit der nur von Frauen gespielten ardin eine einzigartige Winkelharfe, die mit den Stegharfen nichts zu tun hat, das musikalische Feld. Die ardin hat keinen Steg, ihr Hals verlässt die Korpusdecke in einem stumpfen Winkel. Für die Parallelentwicklung einer Stegharfe neben der ardin oder neben den ostafrikanischen Bogenharfen bestand keine Notwendigkeit.
Einige Stegharfen und Lauten sind dem Namen nach leicht zu verwechseln. Mit der donso ngoni werden lange mythologische Geschichten über die Jagd erzählt (donso heißt „Jagd“); zwei Instrumente gehören zum Ensemble des Nya-Besessenheitskult im Süden Malis und vor allem zur Wassoulou- (Wasulu-)Musik, die besonders durch Oumou Sangaré bekannt wurde. Die donso ngoni wird mit Daumen und Zeigefinger der linken Hand gezupft, während von der am Hals aufliegenden rechten Hand nur der Daumen eingesetzt wird. Die Lederringe am Hals sind schlecht zu verschieben, sodass die Instrumente schwierig zu stimmen sind.
Daneben gibt es die kamale ngoni, eine in den 1950er Jahren von Allata Brulaye Sidibe neu entwickelte sechssaitigen Harfe, die gelegentlich mit Gitarrenwirbeln ausgestattet ist (kamale heißt „Jugend“). Von ihm stammen auch die ersten Tonaufnahmen auf dieser Harfe aus dem Jahr 1977. Ihre pentatonisch und eine Quarte höher als die donso ngoni gestimmten Saiten (C-D-F-G-Bb-c) werden ebenso mit dem linken Daumen und Zeigefinger und mit dem rechten Daumen angezupft. Sie wird eher für die leichtere Tanzmusik eingesetzt.
Die goni bei den Dioula um Bobo-Dioulasso ist etwas größer als die kamale ngoni und hat acht (bis zehn) pentatonisch D-F-G-A-c-d-f-g gestimmte Saiten. Der Korpus der drei genannten Instrumente besteht wie bei der kora aus einer kreisrunden Kalebasse.
Die traditionelle Musik der Jäger kann in drei Gruppen eingeteilt werden: Schnell gespielte Unterhaltungsmusik, mit der die athletischen Tänze der jüngeren Jäger begleitet werden; rituelle Jagdlieder, die reiferen Männern vorbehalten sind, die sich eine gewisse gesellschaftliche Anerkennung erworben haben; sowie epische Heldenlieder zum Zuhören, die am Ende der Jagdrituale vorgetragen werden. Die einzige heptatonisch gestimmte Harfe ist die simbi der Malinke-Jäger mit einem Kalebassenkorpus.